# Антело, Виктор Уго
Виктор Уго Антело (род. 2 ноября 1964, Санта-Крус-де-ла-Сьерра) — боливийский футболист и тренер. Лучший бомбардир в истории чемпионата Боливии. Забил 350 мячей за 18 сезонов.

## Биография

### Клубная карьера
Антело начали играть в футбол с восьми лет. Когда ему было десять лет, он стал частью клуба «Депортиво Университет Крусенья». После успешного выступления за команду, в 1983 году он перешел в «Ориенте Петролеро» и уже в следующем сезоне забил 38 мячей, став лучшим бомбардиром чемпионата. Сезон 1985 года также оказался успешен для Антело. Он повторил свое достижение с 37 голами.
С 1989 года он стал выступать за «Реал Санта-Крус» и снова стал лучшим бомбардиром. Затем он перешел в «Блуминг», но сыграл там всего 11 игр, соблазнившись предложение японского клуба в «Сёнан Бельмаре». Низкая популярность футбола и отдаленность от Боливии заставили Антело расторгнуть контракт и вернуться на Родину в 1991 году. Несмотря на талант и востребованность, он больше не играл за зарубежные клубы.
После своего возвращения из Японии он играл в «Блуминге», в 1992 году перешел в «Боливар», затем играл в «Сан-Хосе», «Стронгест» и «Реал Санта-Крус». Выступая за «Блуминг» он три сезона подряд становился лучшим бомбардиром чемпионата. Также он активно играл в розыгрышах Кубка Либертадореса, где вышел на поле 46 раз и забил 21 гол.

### Карьера в сборной
Несмотря на то, что Антело успешно выступал за клуб, его редко вызывали в первую команду сборной. За карьеру он провел всего 11 матчей и забил два мяча. Оба — в товарищеских играх.

## Тренерская карьера
После завершения карьеры игрока «Тучо» начал работу технического директора. Как тренер он также сотрудничал с «Ориенте Петролеро» и помог клубу получить свой четвёртый чемпионский титул.

## Достижения
- Чемпион Боливии (4): 1992, 1994, 1998, 1999

## Личные награды
Футболист года в Боливии (2): 1997, 1998
Лучший бомбардир чемпионата Боливии (7): 1984 (38 мячей), 1985 (37), 1989 (22), 1993 (20), 1997 (24), 1998 (51), 1999 (41)
| Турнир                    | Игры | Голы | Средняя результативность |
| ------------------------- | ---- | ---- | ------------------------ |
| Чемпионат Боливии         | 554  | 350  | 0,63                     |
| Второй дивизион Джей-лиги | 26   | 19   | 0,73                     |
| Кубок Либертадорес        | 46   | 21   | 0,46                     |
| Сборная Боливии           | 11   | 2    | 0,18                     |
| ИТОГО                     | 637  | 392  | 0,62                     |